# 秧坝镇
秧坝镇，是中华人民共和国贵州省黔西南布依族苗族自治州册亨县下辖的一个乡镇级行政单位。

## 行政区划
秧坝镇下辖以下地区：
秧坝社区、秧坝村、者术村、福尧村、秧望村、昂涛村、宜哨村、伟帮村、坝朝村、顺汉村、板用村和大伟村。